# Orquesta Sinfónica de Oruro

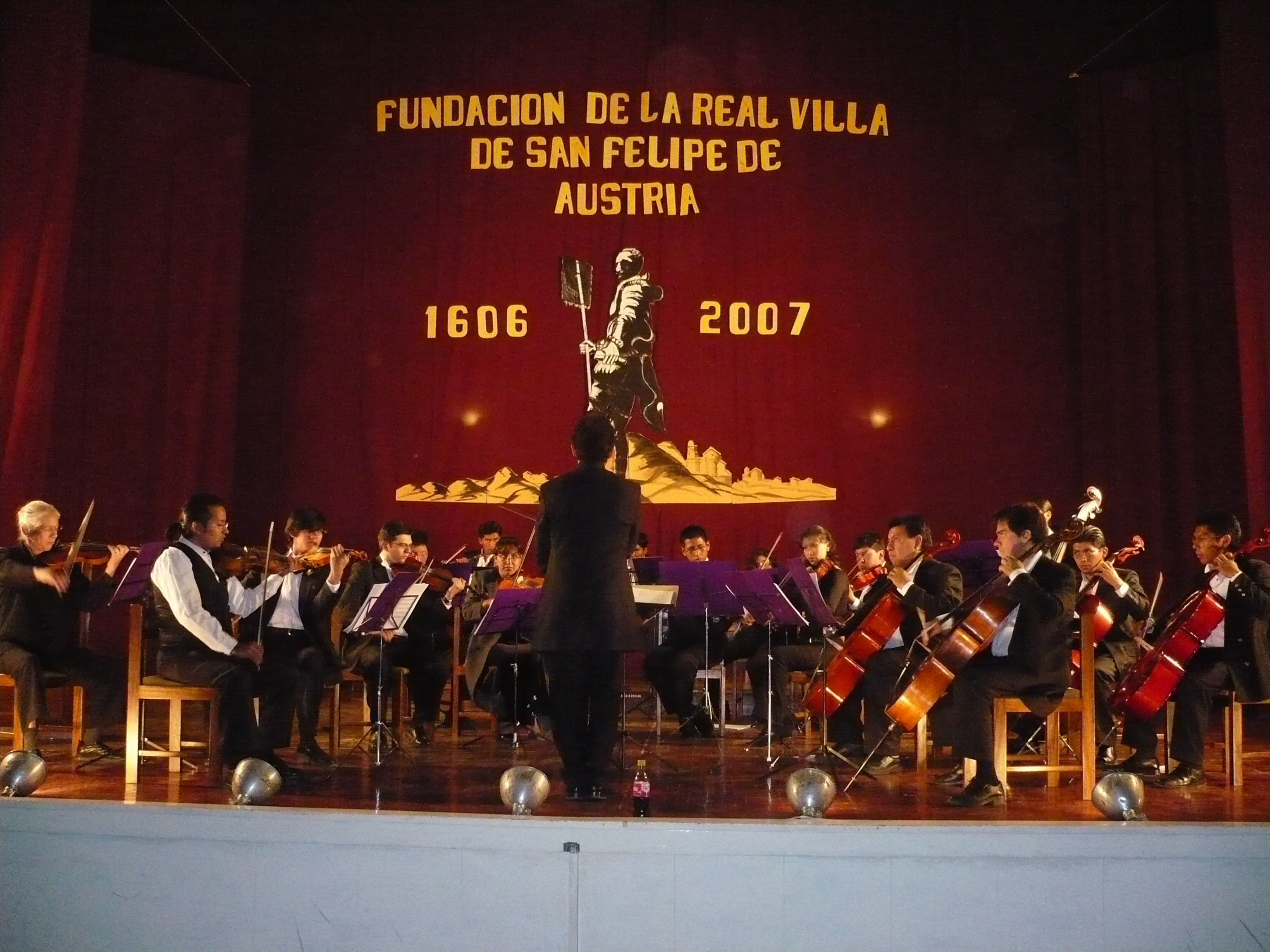
La Orquesta Sinfónica de Oruro de 2007, en la Casa Municipal de Cultura de Oruro - Bolivia.

La Orquesta Sinfónica de Oruro es una orquesta de Bolivia.

## Historia
A partir de la fundación del Conservatorio Nacional de Bolivia en La Paz (1907), se originaron movimientos musicales muy fuertes en las grandes ciudades de Bolivia. Así, en Oruro, ciudad cosmopolita por excelencia, el maestro Pedro Rodríguez Santa Cruz en 1914, es el primer director que logra conformar una Orquesta de grandes proporciones en Bolivia.
Sin embargo, no fue hasta 1921 que en la ciudad orureña se funda la primera Orquesta Sinfónica Nacional en Bolivia, dirigida por el maestro violinista Lino Cañipa Ferreira, siendo reorganizada en octubre de 1930 por el maestro italiano Franco Russo. Entre sus integrantes destacaron músicos de la talla de Adrián Patiño Carpio, Franz Walk, Francisco Molo, Adolfo Hirschmann, los hermanos Forns Samsó, la chelista francesa Ginet Rougeot, las violinistas francesas Mathilde Heimberg y Lidia Bernardini; las hermanas Gómez, Abel Elías y otros.

### Refundación
Fue refundada el 19 de agosto de 2006, por un grupo de músicos de "Ensemble Ad Libitvm", Instituto "AveZul", Regimiento "Camacho" de Oruro y la "Camerata Concertante" de Cochabamba, entre los que destacan sus directores adjuntos el maestro Augusto Guzmán y el joven compositor Jesús Elías, el consagrado chelista boliviano Miguel Salazar, los violinistas José Durán (Concertino), Marcela Tórrez, y otros.
Ha realizado más de 50 Programas distintos, entre los que destacan: Carmina Burana (2007), Homenaje a Handel (2007), Homenaje a Mozart (2008), Música de la Guerra del Chaco (2007 - 20018), Carnaval Sinfónico de Oruro (2007 - 2018).
Sus integrantes han asistido a diversos festivales nacionales-internacionales, como el Festival de Música Renacentista y Barroca "Misiones de Chiquitos", a través de su elenco especializado "Ad Libitvm", así como al Festival Internacional de la Cultura Potosí (2008), Festival Internacional de la Cultura Sucre (2008-2009), Festival Internacional de Música de La Plata (2012, 2014).

### Coro
El coro de la Sinfónica Oruro está compuesta por músicos de la Coral "Schola Cantorum Oruro" y de "Ensemble Ad Libitvm", ambos grupos dirigidos por Jesús Elías Lucero.

### Orquesta Sinfónica Juvenil
En diciembre de 2006 los maestros organizadores de la Orquesta Sinfónica de Oruro, fundan conjuntamente la "Orquesta Juvenil de la Sinfónica Oruro", para preparar recursos humanos que alimenten la Sinfónica orureña.

## Directores
- Lino Cañipa Ferreira (1921-1925)
- Miguel Bascopé (1925-1930)
- Franco Russo (1930-1933)
- Manuel Vidal (1940-1947)
- José Cosío Maldonado (1952-1958)
- Severo Durán (1962-1974)
- Augusto Guzmán Alvarado (2006-2007)
- Jesús Elías Lucero (2007-2008)
- José Carlos Sarmiento (2009)
- Xavier Gutiérrez Huanaco (2010-2011)
- Jesús Elías Lucero (2012-2022)

## Integrantes
Estos fueron los músicos de la orquesta entre 2006 y 2008: 
- Violines I: José Durán, Christina Peláez, Patricia Flores, Flavio Mejía, Catherine Goumoens, Antonio Tórrez, Alejandra Zapata.
- Violines II: Pablo Villarroel,Antonio Tórrez, Sergio López, Cintya Bejarano, Andrea Zapata, Paola Sotelo, Paola Elías.
- Violas: Ramiro Jiménez, Rodolfo Elías, Fernanda Urrea, Daniel Fernández, Jessica Viscarra, Adriana López, Pedro Pérez.
- Violonchelos: Miguel Salazar, Ariana Stambuck, Jesús Elías, Richard Tórrez, Adriana Viscarra, Nohelia Cuellar, Gloria Soto.
- Contrabajos: Raúl Jiménez, Franz Pontes.
- Flautas: Jorge Callejas, Oscar Elías Siles.
- Clarinetes: José Luis Marin, Christian Choque, Isidro Quispe A., Álvaro Quispe.
- Fagot: Gabriela Claure, Walter Colque.
- Trompetas: Iván Ticona, Henry Valda, Wellington Façanha, Grover Flores.
- Trombones: Juan Carlos Condori, Saturnino Flores.
- Percusión: Freddy Quispe, Isidro Quispe.